# ميخائيل تان
ميخائيل تان هو عالم إنسان فلبيني، ولد في 12 سبتمبر 1952 في كالوكان في الفلبين.